# Lucifer Sam
Lucifer Sam – utwór brytyjskiego zespołu Pink Floyd z debiutanckiego albumu The Piper at the Gates of Dawn (1967).
Utwór jest zbudowany na malejącym riffie gitary elektrycznej Syda Barretta z efektem echo. Do utworu powstał teledysk.

## Tekst
Z tekstu może wynikać, że tytułowy Lucifer Sam to kot. W angielskim slangu lat 60., określenie hip cat oznaczało człowieka. Może mieć to jednak związek z ówczesną dziewczyną Syda, Jeny Spires (w tekście padają słowa Jennifer Gentle). Jednakże Barrett miał kota o imieniu Sam. Piosenka podczas sesji nagraniowej nosiła roboczą nazwę Percy the Rat Catcher – (Percy łowca szczurów).

## Skład
- Syd Barrett – wokal i gitara
- Richard Wright – klawisze
- Roger Waters – bas
- Nick Mason – perkusja